# アヴィ・アライアンス
アヴィ・アライアンス（ドイツ語: AviAlliance）はデュッセルドルフに本社を置くドイツの空港運営会社である。1996年にドイツの大手建設会社であるホッホティーフ社が「ホッホティーフ・エアポート」（Hochtief AirPort）として設立され、2013年にカナダの公務員年金投資委員会に売却され現在の社名になった。

## 概説
1997年に設立され、当時は建設中であったアテネ国際空港の運営会社に出資する形で空港運営事業に参入した。その後は1998年にデュッセルドルフ空港、2000年にハンブルク空港、2005年にティラナ国際空港、2007年にブダペスト・リスト・フェレンツ国際空港の空港運営事業に参入することとなった。
また関西国際空港と大阪国際空港の空港運営事業にも参入を検討していたこともあり、参加資格審査にも通過したが、結局入札に参加することはなかった。

## 運営中の空港
| 国名       | 空港名                                               | 株式保有比率 | 運営開始年             | 利用者数（2015年） |
| ---------- | ---------------------------------------------------- | ------------ | ---------------------- | ------------------ |
| アルバニア | ティラナ国際空港（ティラナ）                         | 47％         | 2005年                 | 1,997,044          |
| ドイツ     | デュッセルドルフ空港（デュッセルドルフ）             | 30％         | 1998年                 | 22,476,685         |
| ドイツ     | ハンブルク空港（ハンブルク）                         | 49％         | 2000年                 | 15,610,072         |
| ギリシャ   | アテネ国際空港（アテネ）                             | 40％         | 1996年（開港は2001年） | 18,028,970         |
| ハンガリー | ブダペスト・リスト・フェレンツ国際空港（ブダペスト） | 49.666％     | 2007年                 | 10,298,963         |